# The Astonishing
The Astonishing è il tredicesimo album in studio del gruppo musicale statunitense Dream Theater, pubblicato il 29 gennaio 2016 dalla Roadrunner Records.

## Concezione
Si tratta di un'opera rock sviluppata su due dischi. Il concept è ambientato in un futuro distopico, in cui un gruppo di ribelli tenta di sconfiggere un impero oppressivo: in questa battaglia, il potere della musica avrà un ruolo centrale. La storia, concepita dal chitarrista e produttore John Petrucci con musiche composte unitamente al tastierista Jordan Rudess, è ambientata nel The Great Northern Empire (situato nel Nord America), governato dall'imperatore Nafaryus e osteggiato dalle forze della ribellione (con alla guida Arhys) che vivono nella città di Ravenskill.

## Promozione
La pubblicazione del disco è stata anticipata da uno svelamento progressivo dei particolari concept attraverso una sottopagina del sito ufficiale: nome e aspetto dei personaggi, la lista tracce, una mappa dell'impero e due video.
Il 3 novembre il gruppo ha creato due differenti newsletter relative alle fazioni descritte nell'album, The Great Northern Empire e The Ravenskill Rebel Militia, comandate rispettivamente dall'imperatore Nafaryus e da Arhys; subito dopo l'iscrizione, sulla pagina appariva l'immagine di un NOMAC, una macchina volante di forma sferica che, secondo quanto descritto nel concept, ha un ruolo fondamentale nel controllo della popolazione da parte dell'Impero. Il 1º dicembre è stata diffusa la copertina dell'album, mentre due giorni più tardi è stato reso disponibile per l'ascolto il primo singolo The Gift of Music, seguito il 21 gennaio 2016 dalla pubblicazione del brano Moment of Betrayal.
A partire dal 18 febbraio 2016 i Dream Theater hanno intrapreso un tour europeo svoltosi esclusivamente nei teatri e nel quale è stato eseguito l'album nella sua interezza. Dalle riprese dei concerti tenuti il 18 e del 19 marzo al Teatro degli Arcimboldi di Milano è stato realizzato il videoclip per il brano Our New World, uscito il 6 maggio 2016 e pubblicato il 9 settembre successivo come secondo ed ultimo singolo dall'album in una nuova versione realizzata con Lzzy Hale degli Halestorm.

## Tracce
Testi di John Petrucci, musiche di John Petrucci e Jordan Rudess.
Act I
1. Descent of the NOMACS – 1:10
2. Dystopian Overture – 4:50
3. The Gift of Music – 4:00
4. The Answer – 1:52
5. A Better Life – 4:39
6. Lord Nafaryus – 3:28
7. A Savior in the Square – 4:13
8. When Your Time Has Come – 4:19
9. Act of Faythe – 5:00
10. Three Days – 3:44
11. The Hovering Sojourn – 0:27
12. Brother, Can You Hear Me? – 5:11
13. A Life Left Behind – 5:49
14. Ravenskill – 6:01
15. Chosen – 4:32
16. A Tempting Offer – 4:19
17. Digital Discord – 0:47
18. The X Aspect – 4:13
19. A New Beginning – 7:40
20. The Road to Revolution – 3:35

Act II
1. 2285 Entr'acte – 2:20
2. Moment of Betrayal – 6:11
3. Heaven's Cove – 4:19
4. Begin Again – 3:54
5. The Path That Divides – 5:09
6. Machine Chatter – 1:03
7. The Walking Shadow – 2:58
8. My Last Farewell – 3:44
9. Losing Faythe – 4:13
10. Whispers on the Wind – 1:37
11. Hymn of a Thousand Voices – 3:38
12. Our New World – 4:12
13. Power Down – 1:25
14. Astonishing – 5:51

## Formazione
Gruppo
- James LaBrie – voce
- John Petrucci – chitarra
- John Myung – basso
- Jordan Rudess – tastiera, direzione creativa arrangiamenti corali ed orchestrali
- Mike Mangini – batteria

Altri musicisti
- Richard Chycki – voce parlata di Nafaryus
- David Campbell – arrangiamento orchestra e coro
- FILMharmonic Orchestra – orchestra
- Pueri Cantores – coro dei bambini
- Millennium Choir – coro classico
- Fred Martin and the Levite Camp – coro gospel

Produzione
- John Petrucci – produzione
- Richard Chycki – registrazione, missaggio
- James "Jimmy T" Meslin – assistenza tecnica
- Dave Rowland, Jason Staniulis – assistenza missaggio
- Ted Jensen – mastering

## Classifiche
| Classifica (2016)          | Posizione massima |
| -------------------------- | ----------------- |
| Australia                  | 10                |
| Austria                    | 6                 |
| Belgio (Fiandre)           | 12                |
| Belgio (Vallonia)          | 16                |
| Canada                     | 8                 |
| Danimarca                  | 37                |
| Finlandia                  | 2                 |
| Francia                    | 13                |
| Germania                   | 5                 |
| Irlanda                    | 87                |
| Italia                     | 3                 |
| Norvegia                   | 2                 |
| Nuova Zelanda              | 17                |
| Paesi Bassi                | 4                 |
| Portogallo                 | 3                 |
| Regno Unito                | 11                |
| Regno Unito (rock & metal) | 1                 |
| Repubblica Ceca            | 1                 |
| Spagna                     | 8                 |
| Stati Uniti                | 11                |
| Stati Uniti (hard rock)    | 1                 |
| Stati Uniti (rock)         | 1                 |
| Stati Uniti (tastemakers)  | 3                 |
| Svezia                     | 3                 |
| Svizzera                   | 5                 |
| Ungheria                   | 2                 |